# 適正農業規範
適正農業規範 (てきせいのうぎょうきはん、Good Agricultural Practices、GAP)または農業生産工程管理 (のうぎょうせいさんこうていかんり)とは、農業においてある一定の成果を得ることを目的として実施すべき手法や手順などをまとめた規範、またはそれが適正に運用されていることを審査・認証する仕組みのことである。その定義・内容は目的によって様々に変化するが、いずれの場合も、良い成果があがるかどうかは規範をどれだけ忠実に適用するかにかかっていると言っても過言ではない。 
『適正農業規範』という訳語は、この考え方が日本であまり定着していなかった時期に農林水産省が考案したものだが、現在は同省のホームページ内でも『農業生産工程管理』という訳語が使用されることが多い (以前に『適正農業規範』という訳語を使用して記述した箇所は特に修正されることなくそのままとなっている)。
また、実際の生産現場などでは、GAP (「ギャップ」もしくは「ジーエーピー」)と呼ばれることも多い。

## 概要
従来の生産現場では、結果管理という手法が多く採用されてきた。
これは出来上がった産物を検査して問題が発生してから対処を行う方法である。
確かにこの方法は安全性は高いが、多額の検査費用が掛かるうえ、問題が発生した際にどの工程で問題が発生したかを判別しづらいという問題点があった。
そこで適正農業規範では、工程管理という手法が採用されている。
これはあらかじめ問題が発生する可能性の高い要因とその対処法を挙げ、問題が発生する前にその要因を排除する (または問題が発生した後でも、排除していなかった要因が原因である可能性が高いと考えられる)という方法である。
それに加えて、グローバルGAPやJGAP (以下に記述)などの危険要因の排除が適正に行われているかどうかを審査する制度も普及してきている。
これにより、従来の方法と比べて低コストで柔軟性の高い危機管理が可能となった。 
適正農業規範には各生産段階ごとにそれぞれ決まったステップが用意されているが、最終的に運用法の割り振りや決断をするのは生産者自身である。
これは全体を通して高品質の、すなわち包括的な管理戦略を確立することが目的であり、運用法によって産物や生産現場の状況は様々に変化し、それに対応する能力・技術を意図的に調整することも可能となる。
このような管理戦略の実現には各段階ごとの、『知覚』、『理解』、『企画』、『測定』、『観察』そして『記録保存』が重要である。
もちろん規範の運用法によってはより高い生産性を獲得することができる可能性もあるが、体制の転換やマーケティングには大きな費用がかかるうえ、結局それにより値段の高い商品を買わされるはめになるのは消費者である。
オーストラリア国際農業研究センター(Australian Centre for International Agricultural Research、ACIAR)が発表した、生産費用を最低限まで切り詰めかつ農作物の品質も維持することを目標とした内容の一連のインターネット刊行物は多くの農業関係者の支持を得ている。 
適正農業規範には、主要な農業生態地理学的地域 (詳しくはエコリージョンを参照)毎の総合生産技術に関するデータベースの保守も必要な要素のひとつだ。つまりは地理学的背景に即した適正規範に関する情報の『収集』、『分析』、『周知』である。 
ここ近年、農業を取り巻く環境が急速に変化するのに伴い、適正農業規範の内容も変化していく傾向にある。具体例を挙げるのであれば、世界規模での貿易の拡大、牛海綿状脳症 (いわゆる『BSE問題』)などの食の安全に対する危機、硝酸塩による水質汚濁などの公害問題、薬剤抵抗性病害虫の出現、土壌侵食の拡大などである。 
各国政府により適正農業規範の運用方法についての研究が行われており、農業関係者や専門家などで組織された非政府組織や民間組織からのニーズも大きいのだが、その運用方法の中で全体論や事前調整の考え方が尊重されていることはごく稀である。 
以下では、各国や各地域で実際に提唱・実施されている規範の具体例を記述する。

## 国際連合食糧農業機関の適正農業規範
国際連合食糧農業機関 (Food and Agriculture Organization、FAO)が提唱している適正農業規範とは、実際の農業の現場で適用されるべき原則をまとめたものである。
その目的は安全で健康的な食と非食品分野の農業を守り、同時に経済的な利益も確保することで、社会的にも環境的にも持続可能な農業をつくりあげることにある。 
元々は、同組織が1970年代に農薬使用に関連した規範を作成したのが始まりで、これが適正農業規範の元祖とされている。 
現在の規範はそれらの分析・発展を繰り返して完成したものである。
この規範は様々な種類・規模の農業現場で適用されることが推奨されており、持続可能な農業の手法として、総合的病害虫管理や総合的肥料管理 (integrated fertilizer management)、保全農業などが紹介されている。これらは基本的に次の4つの原則に則ったものである。
- 利益的にも効率的にも充分な収穫量を実現し、安全で栄養価も高い作物をつくる[4];
- 豊かな自然資源の更なる強化と維持に努める;
- 持続可能な農業を通して、持続可能な開発と労働者の生計を確立させる;
- 社会の文化的・社会的な需要に見合った農業を行う。

### 土壌に関連した適正農業規範の例
農業を語る上で欠かせない要素のひとつが土壌である。国際連合食糧農業機関が提唱する適正農業規範のうち、土壌に関連する事項としては主に次のようなものが挙げられる。
- 風や水による土壌の浸食は、生垣や水路を整備することにより軽減させる;
- 肥料の適切な時期 (作物にとって肥料が必要不可欠な時期)と適量を守って使用することにより表面流出を軽減させる (窒素バランスは特に植物の成長には重要);
- 有機肥料の使用や、放牧、輪作などを行うことにより、有機物を多く含んだ肥よくな土壌を保全または回復させる;
- 土が痩せてしまうのを防ぐ (重機械の使用はなるべく避けることが望ましい);
- 無理な作付けを行わず、適度に土を休ませることで、土壌の構成バランスを保つ[5];
- 生育したマメ類（ササゲ、ホースグラム、サンヘンプ（英語版）など）を緑肥として鋤きこむ。

### 水に関連した適性農業規範の例
農業には土壌のみならず、水も必須要素のひとつである。ゆえにこの適正農業規範の中には水に関係するものも多く存在する。
- 植物の育成に適するような、計画的な灌がいを行うことで、土壌の水分が不足するのを防ぐ;
- 土壌に適度な水分を補給し、水の循環を促すことは、塩害を防止することにも繋がる;
- 水不足で収穫量が低かった地域でも収穫量の伸びが期待できる;
- 水や肥料の表面流出を防ぐ;
- 恒常的に存在する土壌を維持し、特に冬場に窒素が流出するのを防止する;
- 水を厳重に管理することで水の過剰な使用を抑制する;
- 湿原を保存または甦らせる効果が期待できる (沼を参照);
- 家畜には水質の良い水が必要である[6];
- 使用される水は、地下水を掘ったり、ダムを築くことで確保する。

### 動物の活動や動物の健康福祉に関連した適正農業規範の例
公害や家畜を介して発生する疾患・伝染病などの食に対する安全性の問題、現場で日常的に繰り返されている動物虐待まがいの行為などが問題となり、次のような事項も重要視されるようになってきた。
- 動物の生命活動を尊重する (飢餓や渇きからの解放、不快からの解放、痛み・傷・病からの解放、不自由なく日常を過ごせる、恐怖や苦しみからの解放);
- 治療目的以外ではなるべく動物を傷つけることは避ける (ドッキング（英語版） (意図的に尾や耳を切断する行為)や、ディビーキング（英語版） (鳥類のくちばしを切断する行為)など);
- 景観・環境・健康にとってマイナスに影響するようなことは避ける (特に家畜・作物・水・空気を汚染するような行為);
- システム構造が破綻しないよう、商品現物や生産工程には常に目を配る;
- 化学製品や医療製品が食物連鎖に影響を与えないように注意する;
- 医療目的以外ではなるべく抗生物質やホルモンの使用は極力避ける;
- 動物が、自他のものを問わず動物の内臓や排泄物を食べてしまわないように注意する (悪性ウイルス・変質遺伝子・プリオン (特にBSEの原因物質となるもの)のリスクを軽減させることができる);
- 生きた動物の輸送は最小限に止める (口蹄疫などに代表されるような、伝染病のリスクを軽減させる)；
- 廃棄物の流出 (豚を飼育する上で発生する硝酸塩による水質汚濁など)・栄養素の流出・温室効果ガス (牛を飼育する上で発生するメタンガスなど)の排出は避ける;
- 設備・装置の操作に関しては、安全基準を徹底させる;
- 消費者の安全や、食の安全に対する危機への備えとして、生産工程 (飼育・飼料・医療処置など)全体を通してトレーサビリティのプロセスを適用する (ダイオキシン類に対してなど)[7]。

### 健康管理や公衆衛生に関連した適正農業規範の例
- 薬草に関係する園芸や農業においては、品質保証が特に重要である[8], [9]。

## 日本の適正農業規範
他国 (特に欧米諸国)に比べて普及に遅れを取っていたが、近年のグローバル化 (食品の輸出入の増加による国際競争の激化)や食の安全に対する問題、さらに2020年の東京オリンピック・パラリンピックの選手村に納入する食材のGAP認証の必須化などもあって、農林水産省も導入に積極的な動きを見せる

など、農業適正規範の考え方は国内でも徐々に浸透してきている。 
イオンなどの企業が独自にグローバルGAP (詳しくは以下に記述)に匹敵する基準の農家監査制度を導入している (トップバリュ)ほか、一般財団法人の日本GAP協会がJGAP (ジェイギャップ、Japan Good Agricultural Practice)の普及を目指している。
しかし、そのほかにも各地域の自治体や農業協同組合などが作成した規範も多数存在しており、
日本国内だけでも様々なGAPが乱立してきたが、2016年から農林水産省は日本発の国際的に通用するGAPとしてJGAP Advanceの推進を進めており、日系企業のみならず外資系企業もJGAPを利用し始めていることから、日本のデファクトスタンダードGAP（事実上の標準）との位置づけになりつつある。

### JGAPについて
日本GAP協会 (旧 JGAI協会)が日本国内の統一基準を確立する目的で2005年にスタートさせた農場審査・認証制度で、特に青果物部門は、チェックリストの内容においてグローバルGAPとの同等性認証を有していたが、現在は同等性認証は得ていない。近年は日系の小売業や食品メーカーのみならず、外資系の企業がJGAPを利用しており、グローバルGAPとの同等性の有無は実際の取引現場には影響がほとんどない。
2015年7月にＪＧＡＰを主宰する日本ＧＡＰ協会は公益財団法人日本適合性認定協会と覚書を取り交わし国際的認証への格上げを図っている。国際的に通用する認証制度の判断基準として、GFSI（Global Food Safety Initiative、世界食品安全イニシアチブ）承認の有無を使うのが一つの方法だが、JGAPはGFSI承認を取得する方針であることを2014年に発表し、そのための改版も2016年に終えている。JGAPには英語版、中国語版、韓国語版もあり、海外にも認証農場が増え、国際的な広がりが出てきている。
審査項目は、農場・農作物の管理方法から労働者の安全福祉や農場の経営状態に至るまで多岐にのぼっていて、ISO17065（製品認証）に基づく高い基準の審査が行われている。審査は日本GAP協会及び日本適合性認定協会の承認を受けた企業・団体によって行われ、審査に合格すれば認証農場の証明書と出荷する産品の包装に『JGAP認証農場マーク』を記載する権利 (認証を受けた後に更なる手続きが必要)が与えられる。

## ヨーロッパの適正農業規範
一般的にはグローバルGAP (GLOBALGAP)またはユーレップGAP (EUREPGAP)と呼ばれ、事実上の世界基準となっている。
元々は、1997年にヨーロッパにあるいくつかのスーパーマーケットチェーンとその仕入先業者の連合 (欧州小売業協会 (ユーレップ、EUREP))がユーレップGAPという名称でこの制度をスタートさせた。
その目的は、小売業者側が多様な仕入先業者側に対して活用できる基準を設けることにあったが、農家に対する問題提起という側面も兼ねていた。
特に法的な拘束力はないが、最近ではヨーロッパの多くの客層 (主には小売・卸売り業者など)が、その産品がユーレップGAP認証を受けているかどうかを重視する傾向にあり、農業ビジネスを語る上では欠かすことのできない要素のひとつとなっている。
特に2005年以降は、欧州小売業協会に加盟している小売店ではこの基準をクリアした産品以外は店頭に並べない方針を打ち出したことから、制度の普及が急激に進んだ。
この成功を受け、この事例をモデルにヨーロッパ諸国以外でもGAP手法を導入する動きが急激に広まった。 
主にこの規範の基になっているのは、国際連合食糧農業機関が発表した危害分析重要管理点(Hazard Analysis and Critical Control Point、HACCP)の考え方で、ISO Guide 65が認証を行っている。
この制度の対象となる産品の種類は、野菜・果物・穀物・畜産物・養殖食品・花/観葉植物である。
他の農場認証制度とは異なり、この制度は生産者にとって非常に厳格であり、各生産段階ごとにそれぞれ別の第三者機関が審査を行っている。
審査役は、ユーレップGAP事務局の承認を受けた企業・団体が務めることになっており、審査に合格した場合は証明書が交付される。
ただし、JGAPと違い、包装に承認を受けている旨を記載する行為は禁止されている。GLOBALG.A.P.は農産物のみならず水産養殖の認証も行うが、水産物だけは商品にGGNロゴと呼ばれている消費者向け認証マークを貼ることができる。主にトレーサビリティを目的とし、ロゴにGLBOALG.A.P. Number（GGN）と呼ばれるトレーサビリティコードを併記して使う。
2007年9月、ユーレップGAPは正式名称をグローバルGAPと改めた。
これは、適正農業規範の考え方がヨーロッパに限らず多くの国や地域の小売業者およびその仕入れ業者に定着してきており、今後このヨーロッパ基準が国際的に重要な役割を占めることになると考えられたためである。
この基準はインターネット上でも公開されている。

## アメリカ合衆国の適正農業規範
アメリカ合衆国については、GAP/GHPプログラム(GAP/GHP Program)という制度が存在する。
これはアメリカ合衆国農務省 (United States Department of Agriculture、USDA)が、実際に各農場が適正農業規範および適正運用規範 (Good Handling Practices、GHP)を適用しているかを審査・認証する仕組みである。
このプログラムのガイドラインでは食の安全性に重点が置かれており、国際連合食糧農業機関で提唱されているような動物福祉・生物多様性の維持・抗生物質やホルモンの使用に関しては触れられていない。
このプログラムはニュージャージー州農務省のGAPやGHPを監査する制度の導入を望む声を受け、アメリカ合衆国農務省が作成したものである。
しかし、その裏には、農家に対して結果を求めGAPやGHPに固執していた卸売り業者たちの圧力があったとも言われている。 
アメリカ合衆国農務省のガイドラインと原則は、アメリカ食品医薬品局が1998年に発表した"Guide to Minimize Microbial Food Safety Hazards for Fresh Fruits and Vegetables." (『微生物による生鮮青果物の食品安全性への危害要因を最小限にするための手引き。』)を基にしている。

## そのほかの適正農業規範
そのほかの地域や国々でもGAP手法を導入する動きが広まっており、欧米諸国以外の地域でも欧州への輸出向け作物を栽培している農場を中心にグローバルGAPの審査を受ける農場が増えている。
また、グローバルGAP以外のGAP手法が、JGAPと同様にグローバルGAPとの同等性認証を許可された事例も存在する
ほか、準会員という形でグローバルGAPに協力している機関も多数存在している。 
台湾GAPなどのように、グローバルGAPとの同等性認証の取得も申請も行わず、独自に研究・開発されたGAP手法も世界各地に存在する。

### グローバルGAPとの同等性認証を取得した事例
- AMAGAP (オーストラリア)
- ASSURED PRODUCE (イギリス)
- CERTIFIED NATURAL MEAT PROGRAM (ウルグアイ)
- CHILEGAP (チリ)
- FLORVERDE (コロンビア)
- IP SIGILL GAP (スウェーデン)
- MEXICOG.A.P. (メキシコ)
- MPS-GAP (オランダ)
- NATURANE (スペイン)
- NATURSENSE (スペイン)
- NEW ZEALAND GAP (ニュージーランド)
- QS-GAP (ドイツ)
- SWISSGAP HORTIKULTUR (スイス)
- UNE 155000 (スペイン)
- (主要小売店が独自に研究・開発したGAPが認証を得ている) (フランス)
- CHINAGAP STANDARD AND CERTIFICATION RULE (中国)
- KENYA GAP (ケニア)

注1：一部の部門だけが認証を受けているもの/仮認証段階のものを含む

注2：ここに示した情報は2010年4月16日現在のもの

### グローバルGAPとの同等性認証取得を申請中の事例
- COLOMBIAGAP (コロンビア)
- AT-GAP (韓国)
- SalmonG.A.P. (チリ)
- KFC SILVER STANDARD (ケニア)
- THAIGAP (タイ)